# Lycaena oiwakeana
Lycaena oiwakeana är en fjärilsart som beskrevs av Matsumura 1926. Lycaena oiwakeana ingår i släktet Lycaena och familjen juvelvingar. Inga underarter finns listade i Catalogue of Life.